# شی نائی ئان

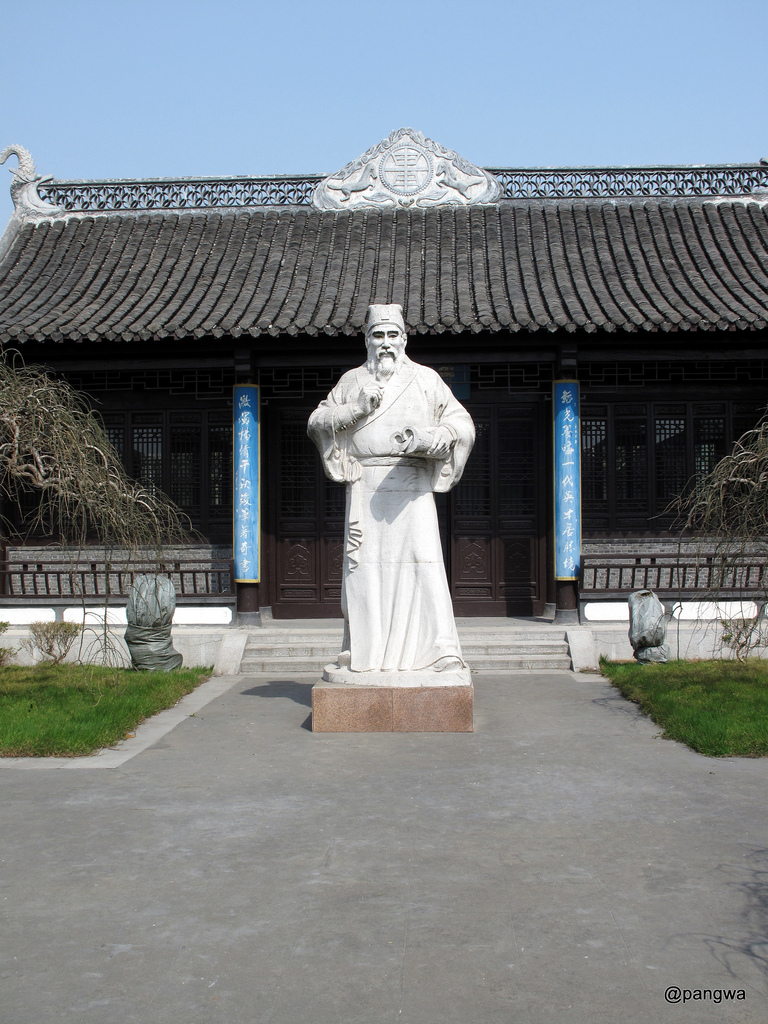
مجسمه شی نائی ئان نویسنده چینی

شی نائی ئان (۱۲۹۶–۱۳۷۲) نویسنده چینی از سوژو بود. او نخستین مولف لب آب، یکی از رمان‌های بزرگ کلاسیک چین شناخته می‌شود. از زندگی او خبر چندانی در دست نیست. برخی در واقعی بودن چنین شخصیتی شک دارند. گفته می‌شود که او آموزگار لوئو گوآنژونگ، مولف عاشقانه سه پادشاهی، دیگر کتاب از رمان‌های بزرگ کلاسیک چین بوده‌است.